# Dekret ze dne 18. března 1793, kterým se trestá každý, kdo by navrhl agrární zákon
Dekret ze dne 18. března 1793, kterým se trestá každý, kdo by navrhl agrární zákon  (fr. Décret du 18 mars 1793, punissant quiconque proposerait une loi agraire), známý také jako Dekret na ochranu vlastnictví byl dekret vydaný francouzským Národním konventem dne 18. března 1793.
Tento dekret zněl: "Konvent nařizuje trest smrti proti každému, kdo navrhne agrární nebo jiný zákon, rozvracející vlastnictví pozemkové, obchodní a průmyslové". V originálním francouzském znění zněla tato jediná věta dekretu: La Convention Nationale décrète la peine de mort contre quiconque proposera une loi agraire, ou toute autre subversive des propriétés territoriales, commerciales et industrielles.